# Baptistický kostel (Luck)
Baptistický kostel »Dům evangelia« v Lucku (též Bývalý luterský kostel v Lucku) je novogotický kostel v centru města Lucku; původně luterský, slouží od 90. let 20. století baptistickému sboru.

## Historie
Luterský kostel v Lucku byl vystavěn pro potřeby místních volyňských Němců na pozemku, kde se dříve nacházel římskokatolický kostel vyhořelý roku 1845. Kostel byl vystavěn v letech 1905–1907 podle návrhu architekta Christiana Beutelspachera.

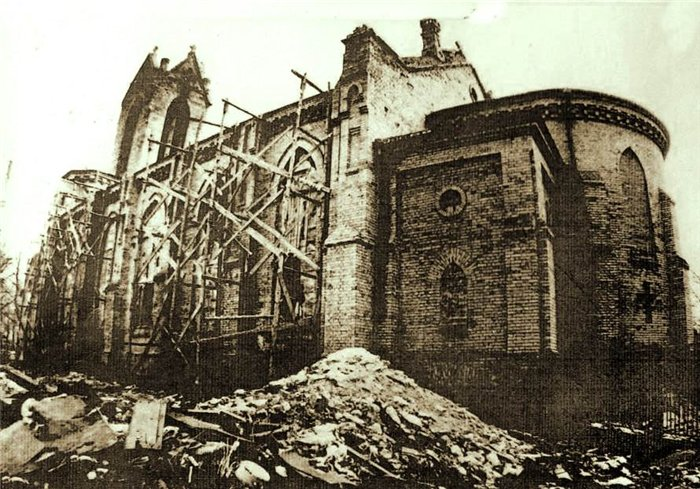
Zdevastovaný kostel v roce 1990

Během sovětského režimu byl kostel sekularizován, sloužil mj. oblastnímu archivu. Po pádu komunistického režimu byl kostel předán baptistům; v letech 1991–1994 proběhla jeho kompletní rekonstrukce a 12. června 1994 byl nově posvěcen.

## Architektura
Cihlový kostel je vystavěn v novogotickém slohu. Jedná se o jednolodní stavbu s apsidou a 24 metrů vysokou zvonicí nad hlavním vchodem. V kostele se původně nacházely varhany firmy Rieger, které však byly odstraněny, stejně jako věžní zvon.